# بیمارستان ارتباطات اشلند (اورگان)
بیمارستان ارتباطات اشلند (به انگلیسی: Ashland Community Hospital (Oregon)) بیمارستانی سازمان ناسودبر در شهر اشلند، اورگن ایالات متحده آمریکا است که در ۱۹۰۷ میلادی ساخته شد و دارای ۴۹ تخت است.